# 松尾裕二
松尾 裕二（まつお ゆうじ、1986年4月10日 - ）は、日本の実業家、チロルチョコ株式会社代表取締役社長、松尾製菓代表取締役社長。

## 来歴
1986年4月、福岡県生まれ。2005年3月、立教新座高等学校卒業。2009年3月、立教大学経済学部経済学科卒業。同年4月、コンサルティング会社に入社。2011年、チロルチョコ株式会社に入社。販売・開発・製造の部長を経て、2014年、取締役副社長に就任。2017年5月、同社および松尾製菓株式会社の取締役社長に就任。